# Penicillium chrysogenum
Penicillium chrysogenum é um bolor amplamente distribuído na natureza, frequentemente encontrado vivendo em alimentos e em ambientes interiores. Antes conhecido como Penicillium notatum.
Em raras ocasiões foi apontado como causa de doença em humanos. É a fonte de vários antibióticos beta-lactâmicos, o mais conhecido dos quais é a penicilina. Entre outros metabolitos secundários de P. chrysogenum incluem-se várias penicilinas diferentes, roquefortina C, meleagrina, crisogina, xantocilinas, ácidos secalónicos, sorrentanona, sorbicilina, e toxina PR.
Como muitas outras espécies do género Penicillium, P. chrysogenum reproduz-se formando cadeias secas de esporos (ou conídios) a partir de conidióforos em forma de escova. Os conídios são tipicamente transportados por correntes de ar até novos locais de colonização. Em P. chrysogenum os conídios são azuis a verde-azulados, e o bolor pode por vezes exsudar um pigmento amarelo. Contudo, P. chrysogenum não pode ser identificado com base apenas na cor. A observação da morfologia e de caracteres microscópicos é necessária para confirmar a sua identidade.
Os esporos aéreos de P. chrysogenum são importantes alérgenos humanos. As principais proteínas alergénicas são as proteases vacuolares e as serino-proteases alcalinas.
P. chrysogenum tem sido usado industrialmente para obtenção de penicilina e xantocilina X, no tratamento de resíduos de fabrico de polpa de papel, e para produzir as enzimas poliamino-oxidase, fosfogluconato desidrogenase e glicose oxidase.

## Genética e evolução
A capacidade de produzir penicilina parece ter evoluído ao longo de milhares de anos e é partilhada com vários outros fungos aparentados. Crê-se que confere uma vantagem selectiva na competição com as bactérias por fontes de alimento. Contudo, algumas bactérias desenvolveram a capacidade de sobreviver à exposição à penicilina prooduzindo penicilinases, enzimas que degradam a penicilina. A produção de penicilinase é um mecanismo pelo qual as bactérias podem tornar-se resistentes à penicilina.
Os principais genes responsáveis pela produção da penicilina, pcbAB, pcbC e penDE estão estreitamente relacionados, formando um núcleo no cromossoma I. Sabe-se que algumas estirpes altamente produtoras de Penicillium chrysogenum usadas na produção industrial de penicilina possuem múltiplas cópias em sequência do núcleo de genes da penicilina.